# فورد ایکس‌دی فالکون

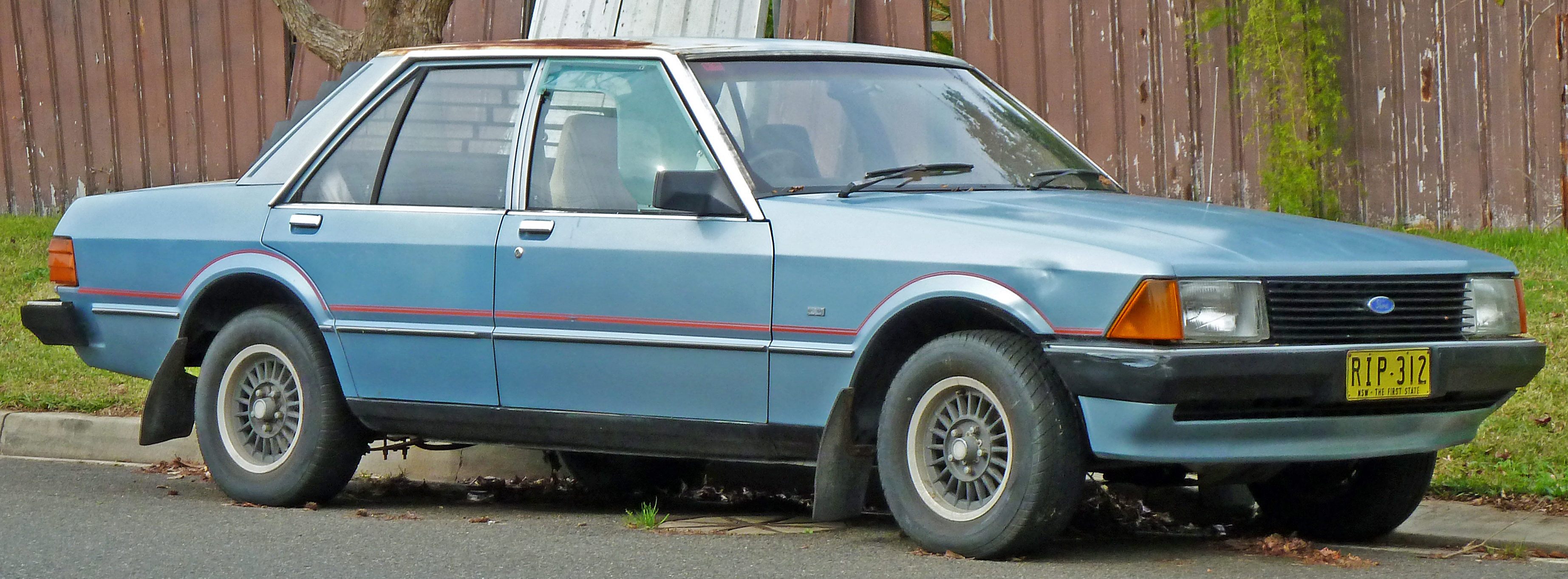

فورد ایکس‌دی فالکون (Ford XD Falcon) خودرویی است که در سال‌های ۱۹۷۹ تا ۱۹۸۲تولید شده‌است. سیستم جعبه‌دندهٔ آن ۳ دنده به دو صورت خودکار و دستی است.

## نگارخانه

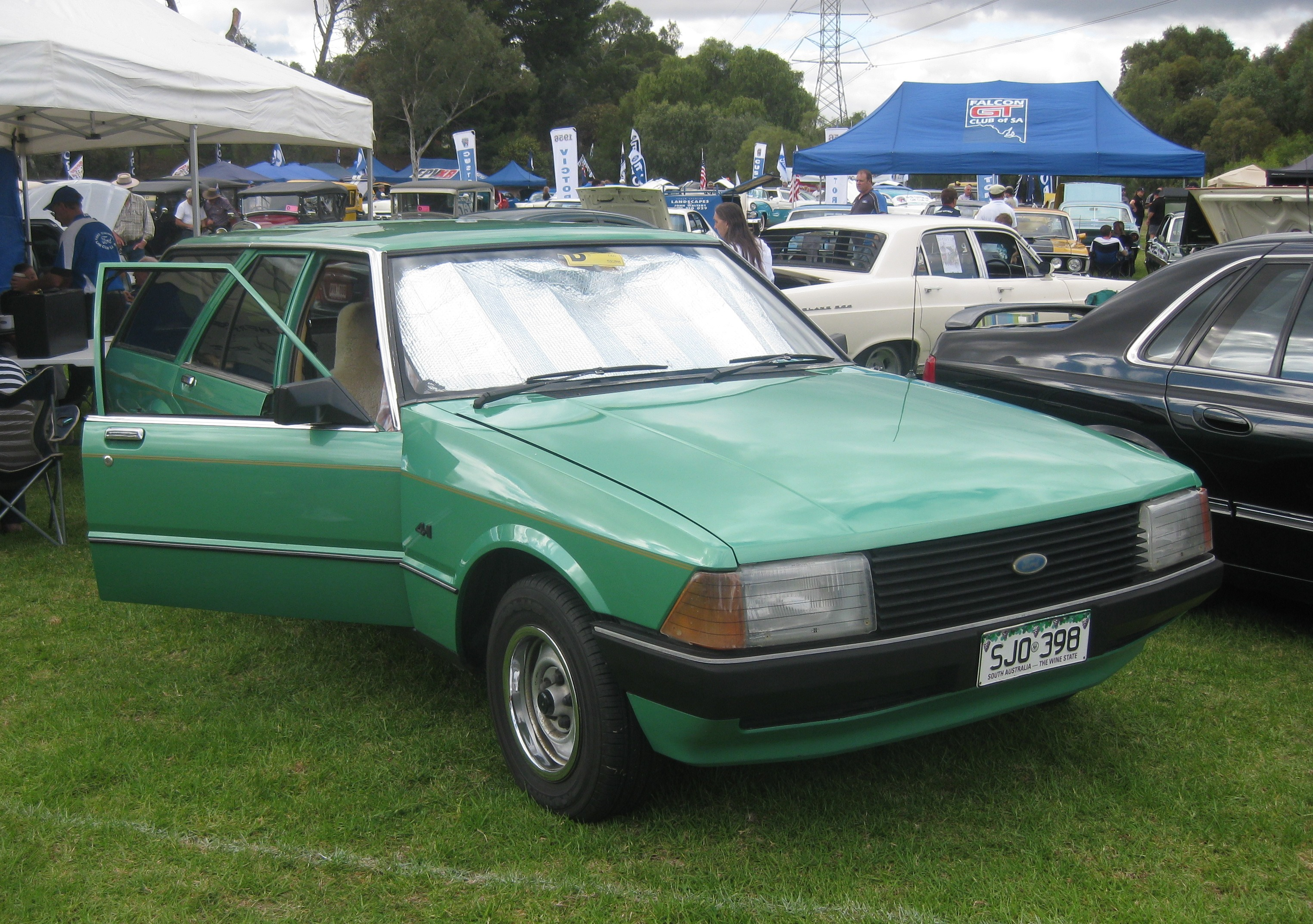
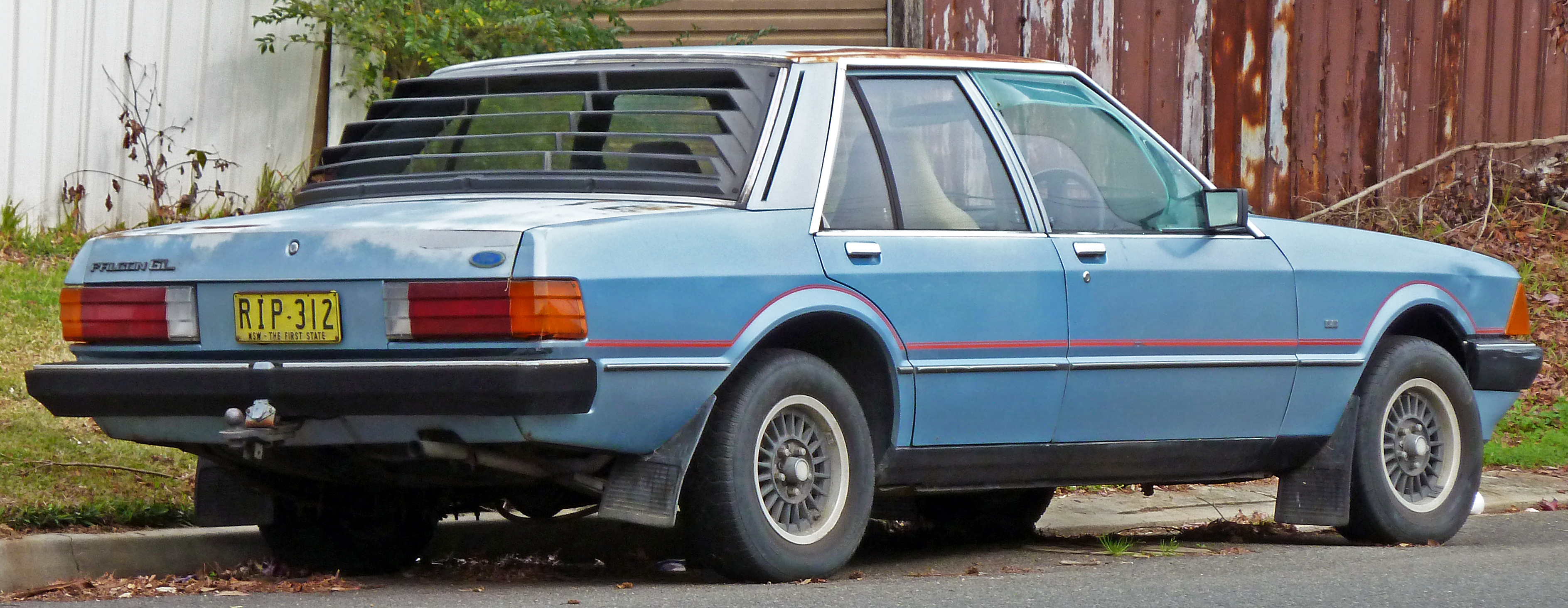
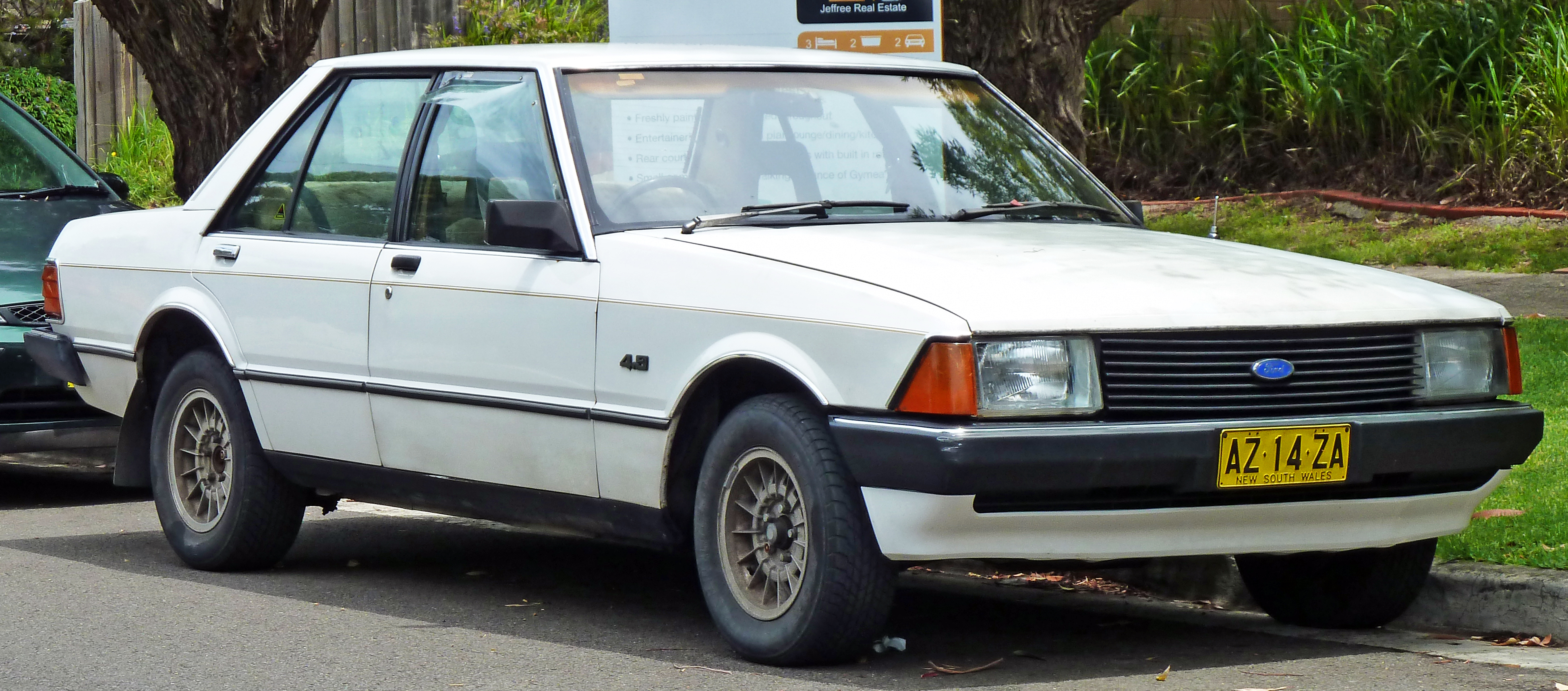
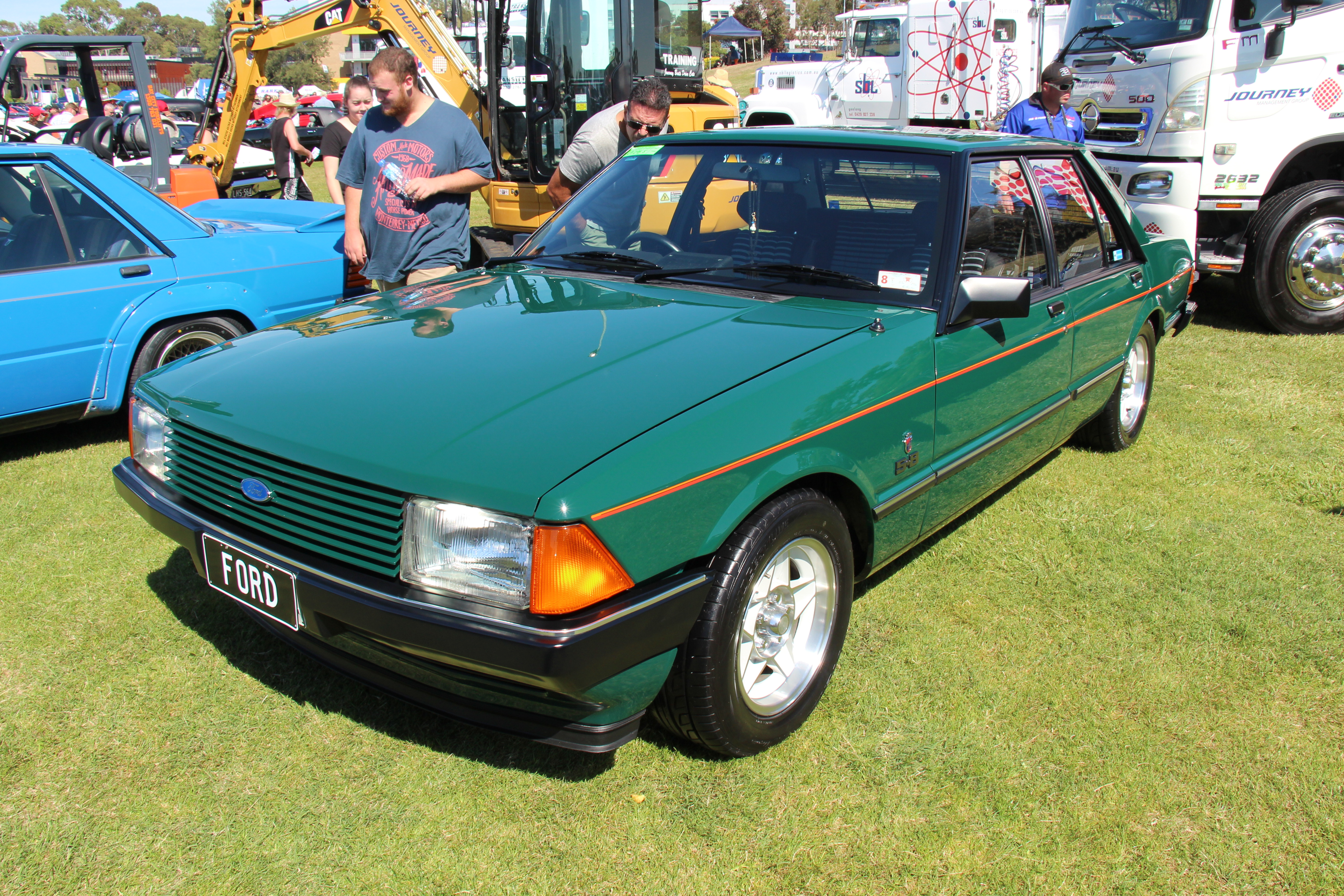
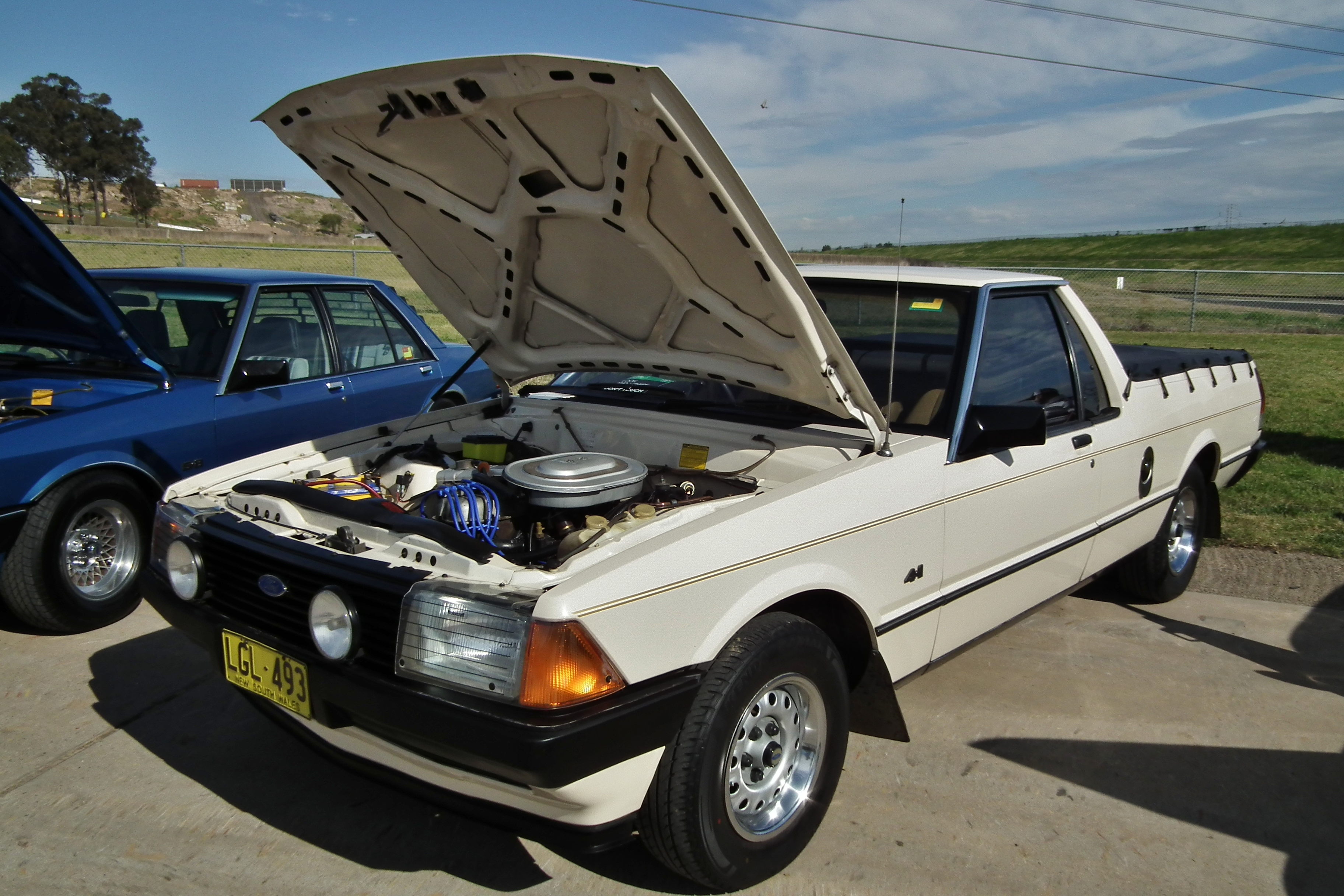
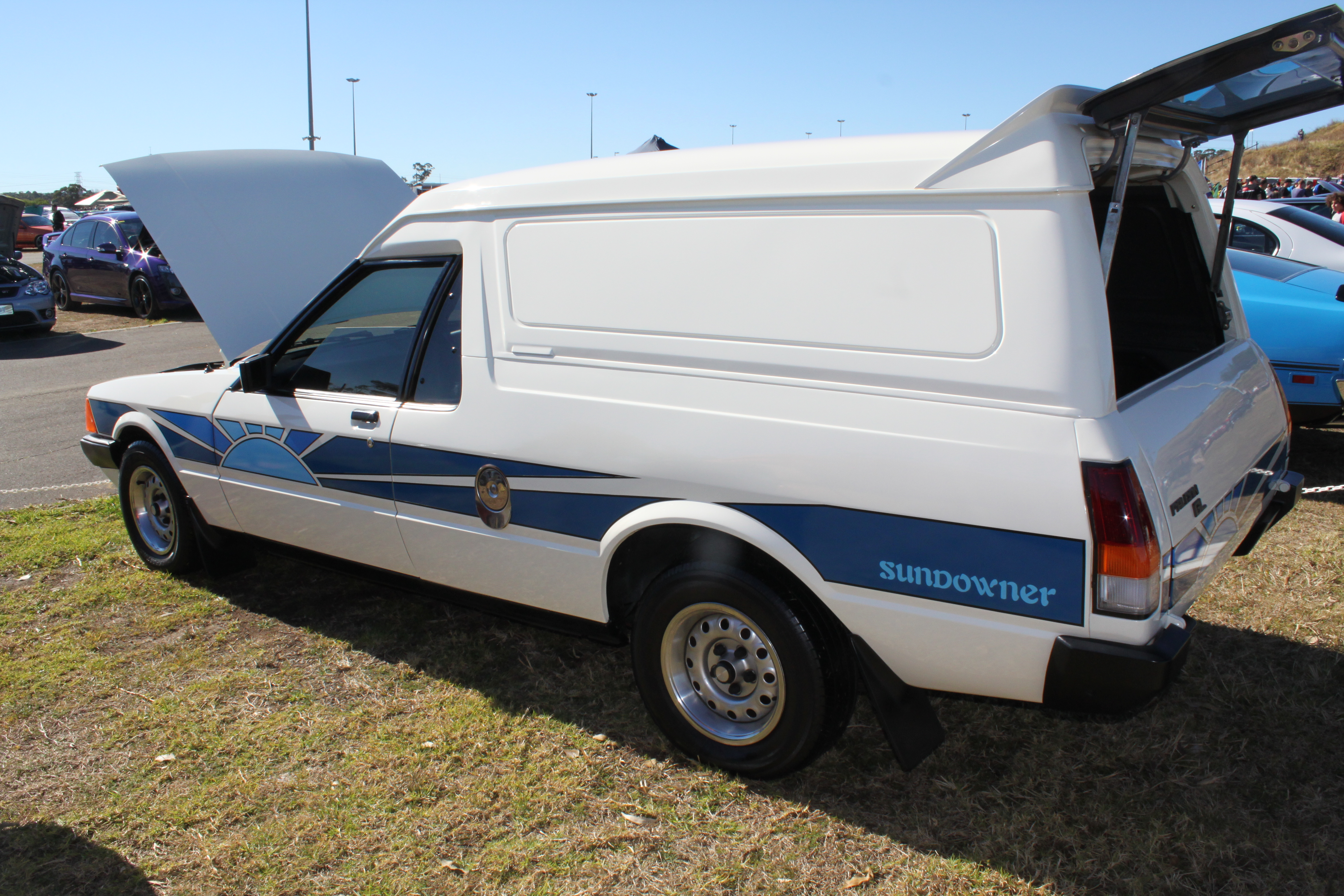